# Henry Joost

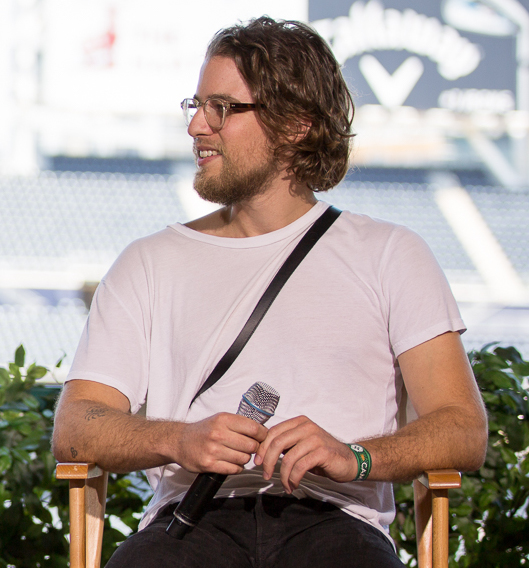
Henry Joost

Henry Joost (* 30. Oktober 1982 in Frankfurt am Main) ist ein US-amerikanischer Filmregisseur und Fernsehproduzent.

## Leben
In seiner Kindheit wechselten seine Wohnorte häufiger, da seine Mutter Fotografin und sein Vater internationaler Banker war. Im Jahr 2007 gründete er zusammen mit Ariel Schulman in New York die Produktionsfirma Supermarché, die sowohl Dokumentationen als auch Werbespots produziert. Der Durchbruch gelang ihnen im Jahr 2010 mit der Dokumentation Catfish, aus dem eine MTV-Serie (Catfish – Verliebte im Netz) entstand, die sie produzierten und die den Begriff des catfishing etablierte. Er arbeitete bereits mit Emma Roberts, Dave Franco (Nerve, 2016), Jamie Foxx, Joseph Gordon-Levitt (Project Power, 2020) und Owen Wilson, Michael Peña (Secret Headquarters, 2022), zusammen.
Bei den Dreharbeiten zu Viral lernte er die Schauspielerin Sofia Black-D’Elia kennen, die er im Oktober 2021 heiratete.

## Filmografie
- 2010: Catfish (Co-Regisseur, Produzent, Kameramann)[6]
- 2011: Metropolis II by Chris Burden: The Movie
- 2011: Paranormal Activity 3 (Co-Regisseur)
- 2012: Catfish – Verliebte im Netz (TV-Serie) (Ausführender Produzent)
- 2012: Paranormal Activity 4 (Co-Regisseur)
- 2016: Nerve (Co-Regisseur)
- 2016: Viral (Co-Regisseur)[7]
- 2020: Project Power
- 2022: Secret Headquarters